# Jacopo de’ Barbari

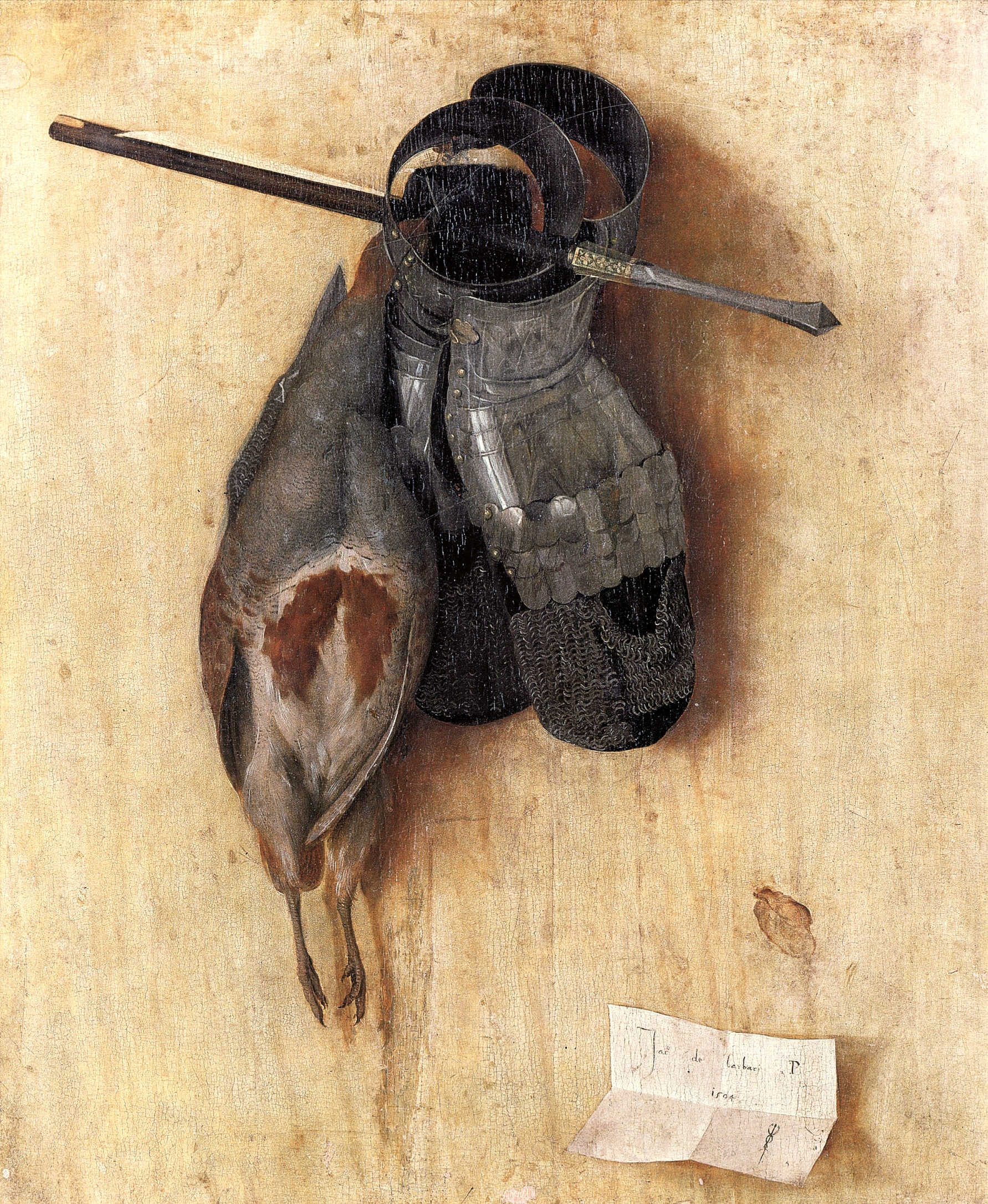
Jacopo de’ Barbari, Martwa natura z kuropatwą i żelaznymi rękawiczkami (1504)

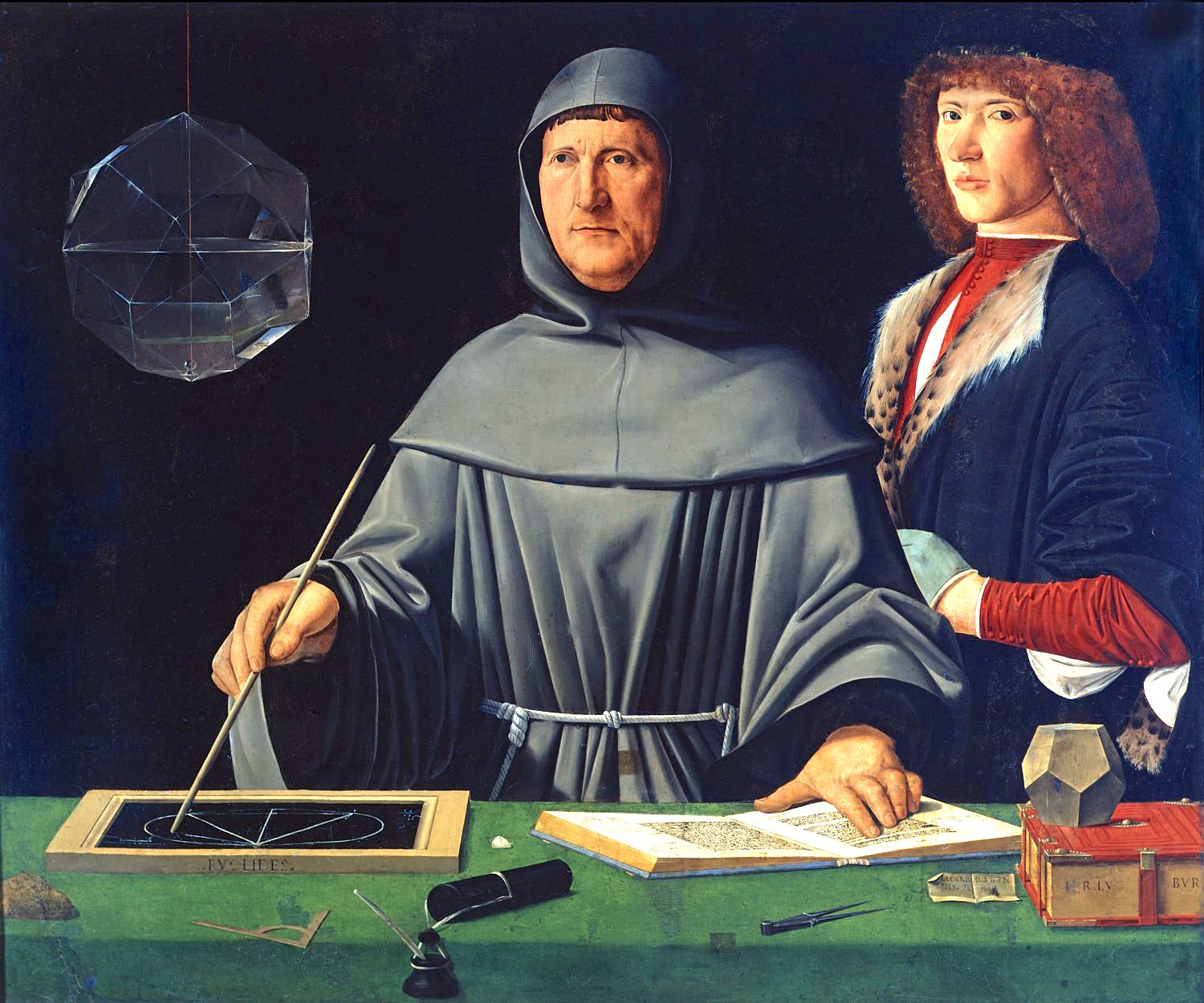
Jacopo de’ Barbari, Portret Luca Pacioli (przypisywany)

Jacopo de’ Barbari, zw. też Jakob Walch (ur. ok. 1445 w Wenecji, zm. przed 1516 w Mechelen) – włoski malarz i rysownik okresu renesansu.
Do 1500 przebywał w Wenecji, gdzie znalazł się w kręgu oddziaływania Alvise Vivariniego, Antonella da Messiny i Giovanniego Belliniego. Następnie wstąpił na służbę do cesarza Maksymiliana I. Okresowo pracował m.in. w Norymberdze, Wittenberdze, Weimarze i Frankfurcie nad Menem. Ostatnie lata życia spędził na dworze namiestniczki Niderlandów – Małgorzaty w Brukseli.
Malował portrety i kompozycje religijne. Był autorem pierwszej samodzielnej martwej natury w malarstwie nowożytnym. Zachowało się ok. 30 jego miedziorytów o treści alegorycznej i mitologicznej, wzorowanych na Albrechcie Dürerze i Lucasu van Leydenie.
Odegrał ważną rolę w popularyzacji zasad renesansu włoskiego w północnej Europie.

## Dzieła
- Błogosławiący Chrystus (1503) – Drezno, Gemaeldegalerie
- Galatea – Drezno, Gemaeldegalerie
- Henryk Meklemburski (1507) – Haga, Mauritshuis
- Krogulec – Londyn, National Gallery
- Madonna z Dzieciątkiem, św. Barbarą, Janem Chrzcicielem i fundatorką – Berlin, Gemaeldegalerie
- Martwa natura z kuropatwą i żelaznymi rękawiczkami (1504) – Monachium, Stara Pinakoteka
- Młody mężczyzna – Wiedeń, Kunsthistorisches Museum
- Starzec i dziewczyna (1503) – Filadelfia, Museum of Art